# Cuisine de Nouvelle-Calédonie

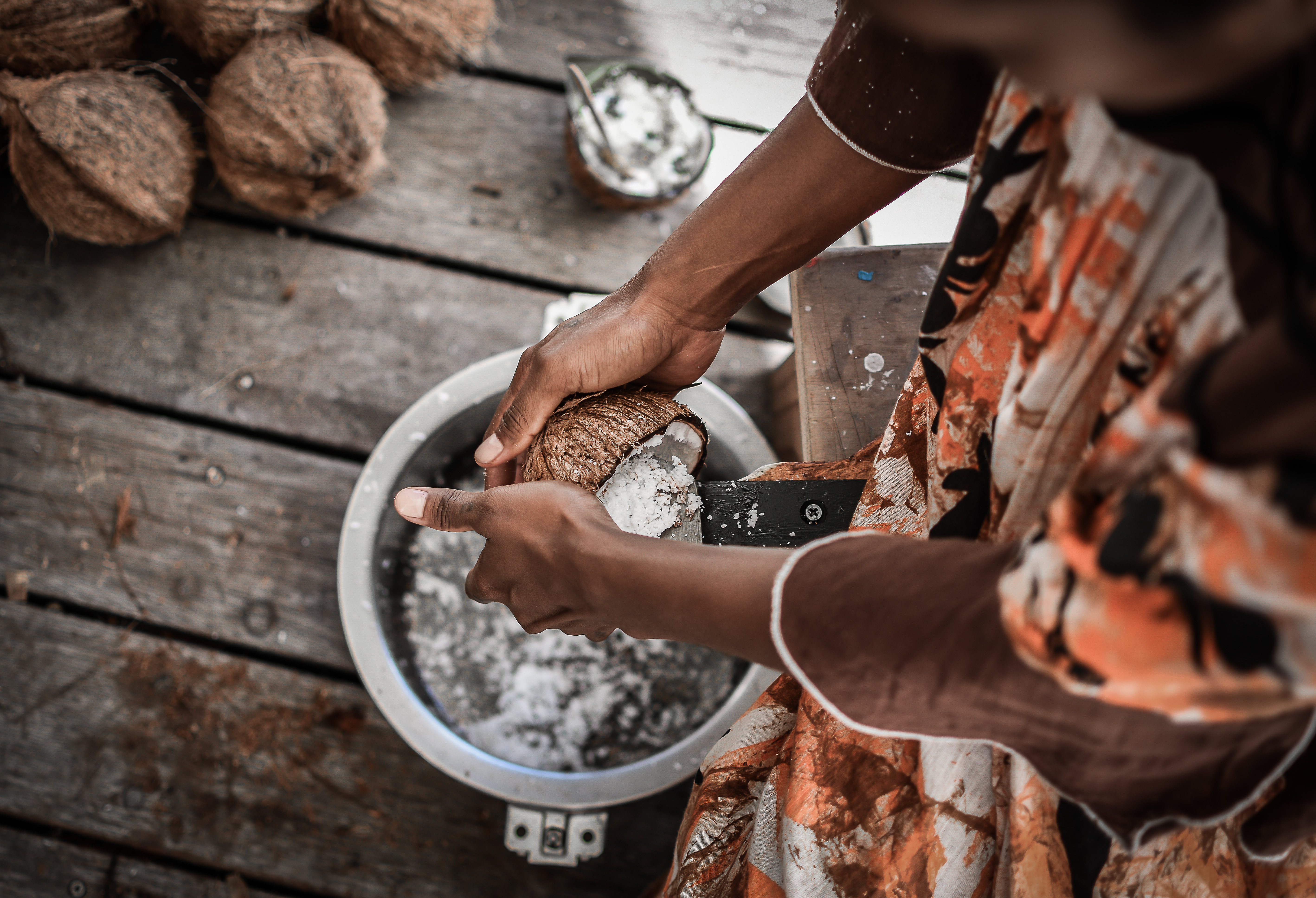
Travail du coco par une femme Kanak.

Par cuisine de la Nouvelle-Calédonie on peut entendre :
- d'une part les recettes traditionnelles issues de la minorité autochtone Kanak, notamment le bougna ;
- d'autre part des recettes résultant d'un mélange d'influences des cuisines respectives des différentes ethnies en présence sur le territoire :
  - cuisine chinoise : notamment par l'utilisation importante de sauce de soja appelée localement « soyo » qui se retrouve dans plusieurs plats mais utilisé aussi comme sauce notamment dans le riz (présent en accompagnement de la plupart des plats calédoniens) ou les pâtes ;
  - cuisine japonaise : le sashimi, le wasabi ;
  - cuisine antillaise : le boudin Créole, le poulet antillais ;
  - cuisine réunionnaise : surtout l'utilisation d'achards comme condiments, mais aussi le « carry », plat composé de curry et de chair (de crabe, de viande…) ;
  - cuisine française : utilisant des produits souvent non issus du terroir et nécessitant donc une importation mais tout de même consommés couramment qui sont, outre les fruits et légumes des zones tempérées, le vin, le fromage, le pain et la viennoiserie (produit localement à partir de céréales essentiellement importées), la bière (produite localement : la Number One) ;
  - cuisine australienne ou néo-zélandaise et anglo-saxonne en général : notamment des produits d'importation utilisés dans l'alimentation courante comme des biscuits ou sucreries souvent plus consommés que ceux des marques françaises (le chocolat en poudre Milo par exemple, ou encore les biscuits du groupe Arnott's tels que les Tim tam ou les Sao) ;
  - cuisine tahitienne et polynésienne en général : salade tahitienne, po'e à savoir un dessert polynésien à base de fruits tropicaux comme de la banane ou de la citrouille mélangé à de l'amidon de maïs ;
  - cuisine indonésienne : bami ;
  - cuisine vietnamienne : nem vendus dans toutes les épiceries ou magasins d'alimentation, généralement tenus par des personnes d'origines asiatiques, et qui ont la particularité alors d'être plus longs que ceux généralement trouvés en Métropole.

On trouve donc, à côté de plats typiques de ces cultures, des recettes qui, modelées par le contexte pluriethnique, et y intégrant les produits du terroir, constituent un réel patrimoine culinaire local.

## Quelques ingrédients typiques
Légumes
- patate douce ;
- chayote (appelée chouchoute) ;
- ignames ;
- taros ;
- patate carry ;
- squash.

Fruits courants
- mangue ;
- papaye ;
- ananas ;
- litchis ;
- noix de coco ;
- bananes ;
- banane plantains (ou poingo) ;
- pomme cannelles ;

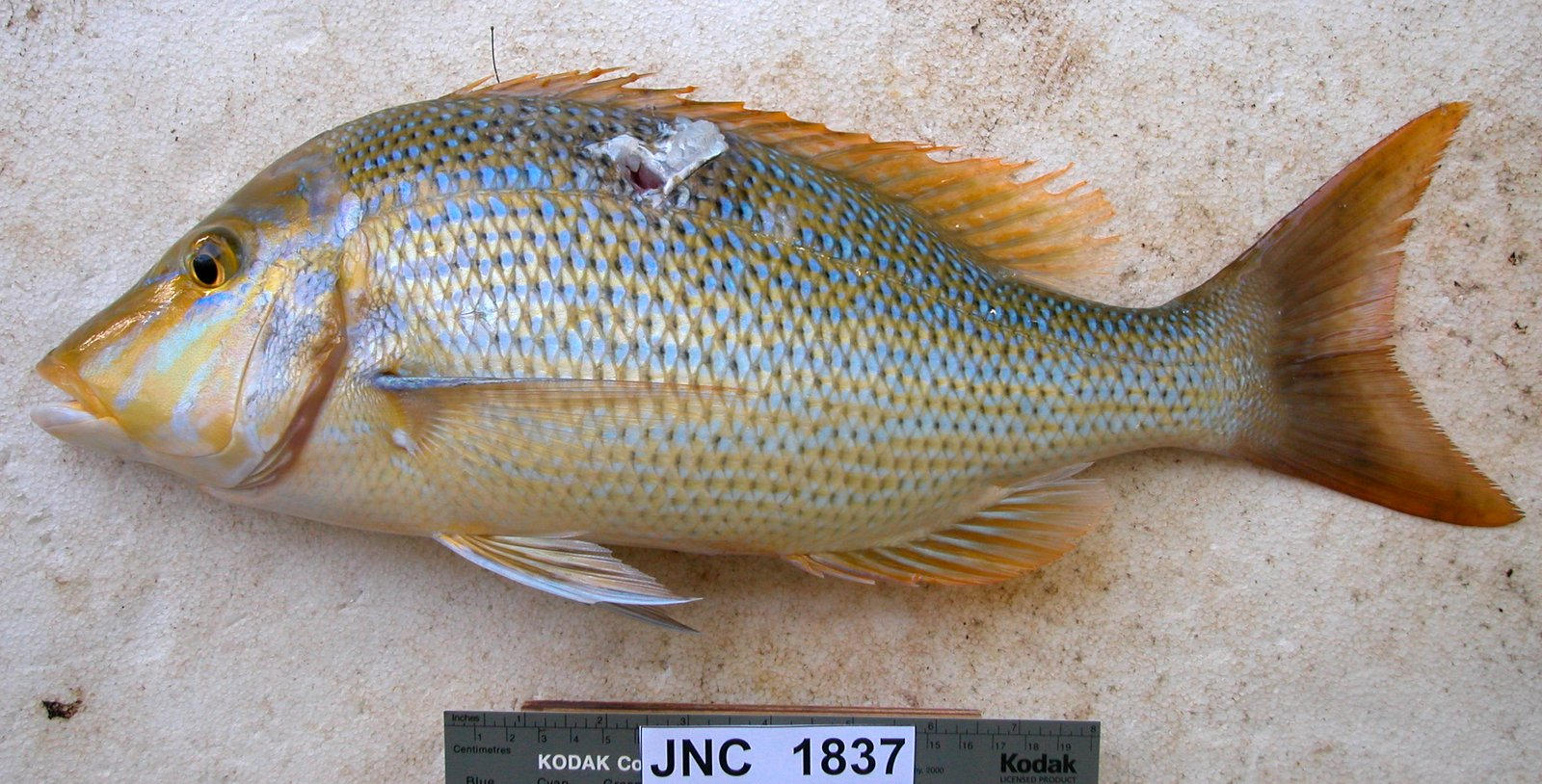
Le Bec-de-Canne (Lethrinus nebulosus) est un des poissons les plus appréciés en Nouvelle-Calédonie.

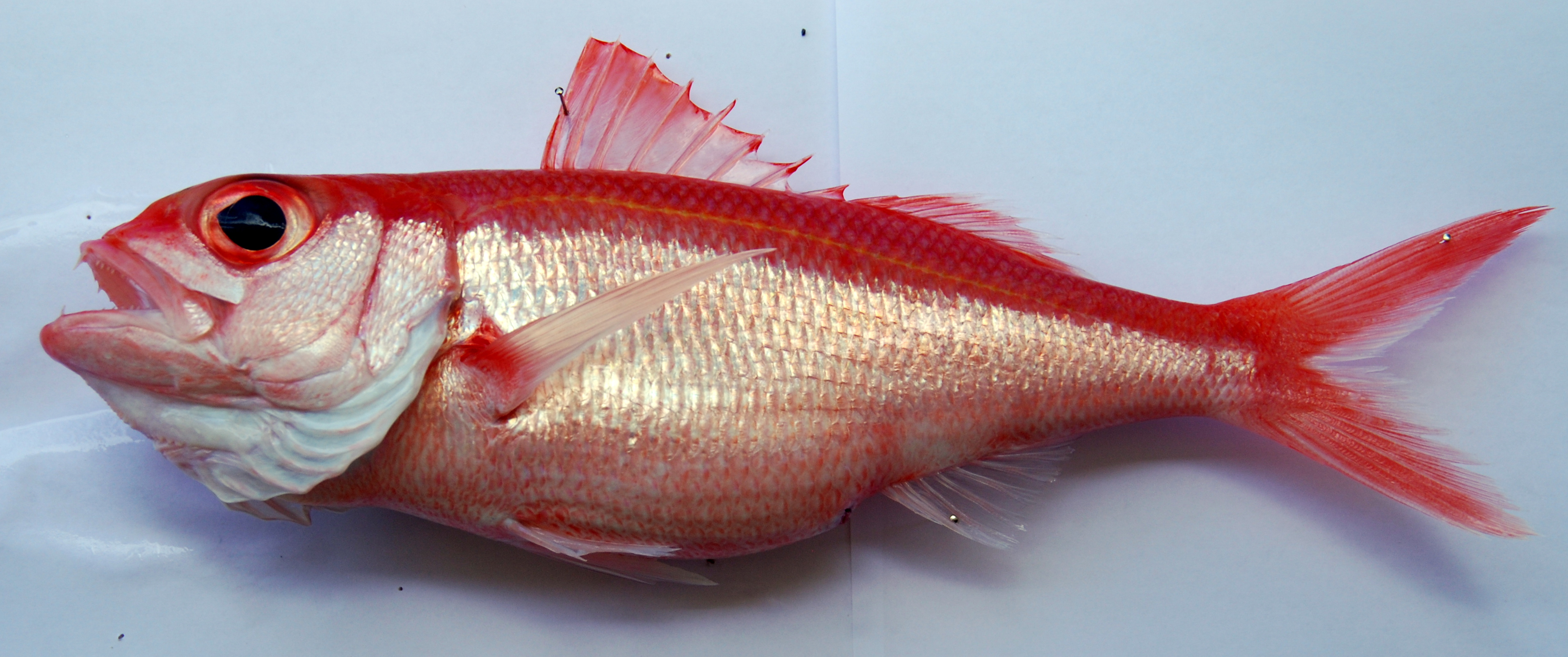
Vivaneau.

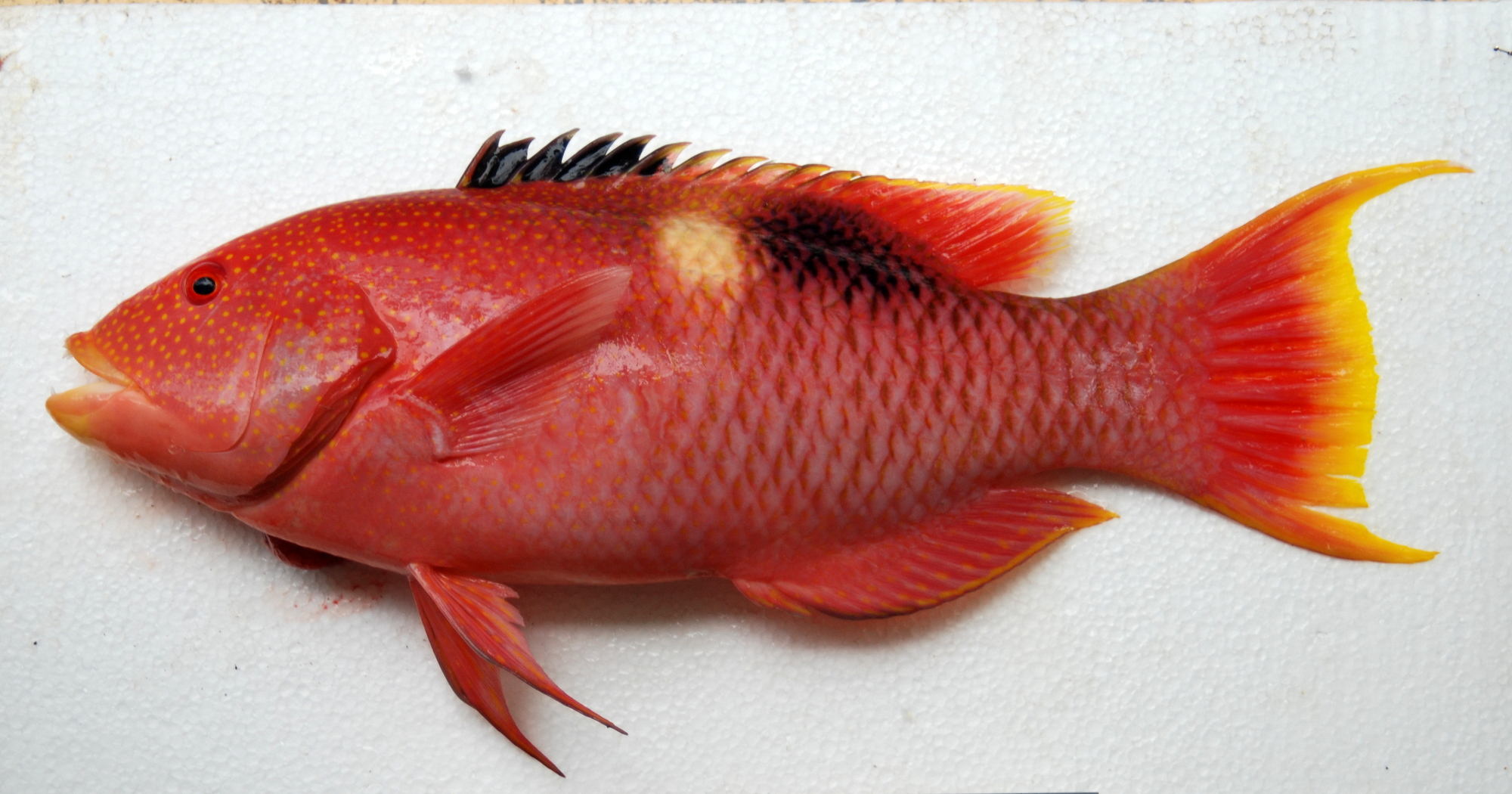
Perroquet-banane.

- fruit de la passion (ou pomme-liane) ;
- corossol.

Viandes
- cerf ;
- notou ;
- roussette ;
- bœuf, veau et génisse ;
- poulet ;
- canard ;
- mouton.

Poissons et fruits de mer
- poisson chirurgien ou du genre siganus, appelés localement picots ;
- thon ;
- saumon ;
- saumon des dieux ;
- bec-de-canne ;
- poisson perroquet ;
- vivaneau ;
- mahi-mahi ;
- langouste ;
- langoustine ;
- crevettes ;
- crabe ;
- crabe de cocotier ;
- crabe de palétuvier ;
- cigale de mer ;
- calmar ;
- poulpe ;
- seiche ;
- trocas ;
- pétoncles ;
- strombes bouche-rouge (ou sauteurs) ;
- huitres de palétuviers.

Autres
- ver de bancoule.

## Quelques plats typiques
À base de poisson
- salade tahitienne ;
- bougna au poisson ;
- poisson aux amandes ;
- sashimi ;
- carry de poisson.

À base de fruits de mer

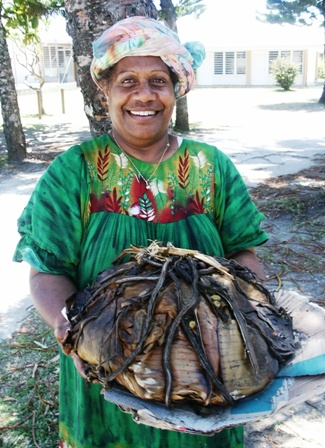
Femme kanak présentant le bougna traditionnel.

- salade de crevettes au lait de coco ;
- crevettes au miel et au soyo ;
- crevettes au curry ;
- langouste grillée ;
- salade de trocas ;
- salade de sauteurs ;
- avocat au crabe.

À base de viande de cerf
- salade de cerf ;
- cerf carotte-papaye ;
- brochette de cerf ;
- carry de cerf ;
- filet de cerf ;
- saucisson de cerf.

À base de viande de bœuf
- bœuf au coco ;
- nems au bœuf.

À base de viande de porc
- porc au sucre ;
- porc aux bananes ;
- nems au porc ;
- chouchoutes farcies.

À base de viande de poulet
- bougna au poulet ;
- squash au poulet ;
- bami ;
- poulet à l'ananas ;
- poulet au soyo.

Condiments
- achards (de légumes, de bambou, de citrons…).

## Produits frais ou transformés
- Services de gamelles.

Parmi les entreprises locales travaillant dans l'alimentaire :		
- La Restauration française[1] (Sodexo) sert 18 500 consommateurs, chaque jour, sur 130 sites (écoles, garderies, maisons de retraite, centres de loisirs, etc.) ;
- Maison Ridolfi ;
- Émince Nord ;
- Switi.

Depuis 2010, la société locale « Socalait » commercialise une petite production de chocolat de qualité, sous la marque Chocolats Lapita et le chocolat des origines, à partir de matière première importée.